# Roxnäs udde
Roxnäs udde är en udde i sjön Runn. Udden ligger i sjöns norra del, i anslutning till Falu tätort. På Roxnäs udde finns bl.a. en allmän badplats och den är välbesökt sommartid. Förbindelsen mellan uddens yttre del och det vanliga fastlandet är mycket långsmal, endast ett par meter bred. Under sommaren hade Dalatrafik en tillfällig busslinje, 751,  från Falu centrum till Roxnäs udde.
Vid Roxnäs udde finns sandstrand, grönytor, lekplats, brygga, kiosk och kanotuthyrning. Längst ut på udden är det nudistbad.
Roxnäs industriområde ligger inte på udden utan i ett sjönära stråk mellan denna och området Masugnen i Korsnäs.